# Edmund Casimir Szoka
Edmund Casimir Szoka, né le 14 septembre 1927 à Grand Rapids dans le Michigan (États-Unis) et mort le 20 août 2014 à Novi (Michigan), est un  cardinal américain d'origine polonaise. Il est président de la commission pontificale pour l'État de la Cité du Vatican de 1997 à 2006, fonction qu'il cumule avec celle de président du gouvernorat de l'État de la Cité du Vatican entre 2001 et 2006.

## Biographie

### Prêtre
Après avoir suivi sa formation dans les séminaires de Grand Rapids et de Plymouth, Edmund Casimir Szoka a été ordonné prêtre le 5 juin 1954 pour le diocèse de Marquette (Michigan)).
De 1957 à 1959, il complété sa formation en droit canon à l'Université pontificale urbanienne à Rome.
Son ministère sacerdotal a été varié. Il a ainsi été prêtre en paroisse, secrétaire de l'évêque, aumônier d'hôpital, aumônier militaire, juge au tribunal matrimonial diocésain.

### Évêque
Nommé premier évêque de Gaylord dans le Michigan le 11 juin 1971, il est consacré le 20 juillet suivant par le cardinal John Dearden. Le 28 mars 1981, il devient archevêque de Détroit.
Il est ensuite appelé à la Curie romaine, comme président de la préfecture pour les affaires économiques du Saint-Siège en avril 1990, puis comme président de la commission pontificale pour l'État de la Cité du Vatican le 15 octobre 1997, fonction qu'il cumule avec celle de président du gouvernorat de l'État de la Cité du Vatican le 22 février 2001.
Il se retire pour raison d'âge le 15 septembre 2006.

### Cardinal
Il est créé cardinal par le pape Jean-Paul II lors du consistoire du 28 juin 1988 avec le titre de cardinal-prêtre de Santi Andrea e Gregorio al Monte Celio. Il participe au conclave de 2005 qui voit l'élection de Benoît XVI. À ses 80 ans le 14 septembre 2007, il perd sa qualité d'électeur, c'est pourquoi il ne participe pas au conclave de 2013 (élection de François).

## Succession apostolique
Edmund Casimir Szoka a ordonné les évêques suivants :
- Évêque Robert John Rose (en) (1981)
- Évêque Moses Bosco Anderson, S.S.E. (1983)
- Évêque Patrick Cooney (1983)
- Évêque Dale Joseph Melczek (en) (1983)